# Свалбардски споразум
Свалбардски споразум, такође познат и као Париски споразум је документ који регулише правни статус архипелага Свалбард. Споразум је потписан у Паризу 9. фебруара 1920, а ступио је на снагу 14. августа 1925. године. Закључен је између САД, УК, Данске, Француске, Италије, Јапана, Холандије и Шведске. СССР (правни наследник Русија) придружио се  споразуму 1924. године. Више од тридесет других земаља, споразум су потписале касније.
Према том документу, архипелаг Свалбард је у власништву Краљевине Норвешке, али државе потписнице имају једнако право на коришћење природних ресурса на архипелагу, као и у активностима око његовог истраживања. У погледу економских активности, права која користе одредбе Уговора, имају само Норвешка и Русија, које на Свалбарду имају руднике угља. Друге земље, су најчешће укључене само у истраживачким активностима.
Свалбард је демилитаризована зона. Године 1950, норвешка влада најавила проглашење неутралне територије Свалбарда, под условом да НАТО снаге имају право да крше ту неутралност. Због ове објаве, али и других активности, Русија и Норвешка, не мало пута су имале честе напетости у архипелагу.